# Rocche di Entella
Rocche di Entella este o arie protejată (arie specială de conservare — SAC, sit de importanță comunitară — SCI, arie de protecție specială avifaunistică — SPA) din Italia întinsă pe o suprafață de 178 ha, integral pe uscat.

## Localizare
Centrul sitului Rocche di Entella este situat la coordonatele 37°46′46″N 13°07′02″E / 37.779342°N 13.117275°E.

## Înființare
Situl Rocche di Entella a fost declarat sit de importanță comunitară în septembrie 1995 pentru a proteja 29 de specii de animale. Alte tipuri de protecție:
- arie de protecție specială avifaunistică (în decembrie 1998)[3]
- arie specială de conservare (în decembrie 2015)[2][4][5]

## Biodiversitate
Situată în ecoregiunea mediteraneană, aria protejată conține 6 habitate naturale: Peșteri inaccesibile publicului, Tufărișuri termo-mediteraneene și de pre-deșert, Ape oligotrofe în general din solurile nisipoase vest-mediteraneene, cu un conținut foarte redus de minerale, cu Isoetes spp., Pante stâncoase calcaroase cu vegetație casmofită, Pseudostepă cu ierburi și specii anuale de Thero-Brachypodietea, Galerii și tufărișuri riverane sudice (Nerio-Tamaricetea și Securinegion tinctoriae).
La baza desemnării sitului se află mai multe specii protejate:
- păsări (23): Alectoris graeca whitakeri, fâsă de luncă (Anthus pratensis), lăstunul mare (Apus apus), Aquila fasciata, ciocârlie-cu-degete-scurte (Calandrella brachydactyla), prepeliță (Coturnix coturnix), cuc (Cuculus canorus), lăstun de casă (Delichon urbicum), Falco biarmicus, Falco naumanni, rândunică (Hirundo rustica), sfrâncioc cu cap roșu (Lanius senator), prigoare (Merops apiaster), gaia neagră (Milvus migrans), codobatură galbenă (Motacilla alba), muscar sur (Muscicapa striata), vultur egiptean (Neophron percnopterus), viespar (Pernis apivorus), codroș de munte (Phoenicurus ochruros), silvie roșcată (Sylvia cantillans), Sylvia conspicillata, Tachymarptis melba, pupăză (Upupa epops)
- mamifere (6): liliac cu aripi lungi (Miniopterus schreibersii), liliac cu picioare lungi (Myotis capaccinii), liliac comun (Myotis myotis), liliacul mediteranean cu potcoavă (Rhinolophus euryale), liliacul mare cu potcoavă (Rhinolophus ferrumequinum), liliacul mic cu potcoavă (Rhinolophus hipposideros)

Pe lângă speciile protejate, pe teritoriul sitului au mai fost identificate 23 de specii de plante, 4 specii de păsări, 3 specii de mamifere, 2 specii de reptile.